# Rescinnamine
Rescinnamine, được biết đến với tên thương hiệu moderil, cinnasil và anaprel, là một chất ức chế men chuyển angiotensin được sử dụng như một loại thuốc hạ huyết áp.
Nó là một loại vinca alkaloid thu được từ Rauwolfia serpentina  và các loài Rauwolfia khác.